# Slag bij Cedar Mountain
De Slag bij Cedar Mountain vond plaats op 9 augustus 1862 in Culpeper County, Virginia tijdens de Amerikaanse Burgeroorlog. Deze slag is ook gekend onder de naam Slag bij Slaughter's Mountain of Slag bij Cedar Run. Noordelijke eenheden onder leiding van generaal-majoor Nathaniel P. Banks vielen een Zuidelijke eenheid aan onder leiding van generaal-majoor Thomas Jackson bij Cedar Mountain. De Zuidelijken waren op weg naar Culpeper Court House om een Noordelijke opmars in Centraal-Virginia tegen te houden. Na bijna verslagen te zijn, slagen de Zuidelijken met een tegenaanval erin om de Noordelijke linie te breken en toch nog de overwinning binnen te halen. Deze slag was de eerste in de zogenaamde veldtocht in Noord-Virginia.

## Achtergrond
Op 26 juni werd generaal-majoor John Pope aangesteld als bevelhebber van het pas opgerichte Army of Virginia. Hij stelde zijn leger in een boogvorm op in Noord-Virginia. Zijn rechterflank rustte op Sperryville, Virginia en werd geleid door generaal-majoor Franz Sigel. Het centrum, onder generaal-majoor Nathaniel P. Banks lag rond Little Washington en zijn linkerflank, geleid door generaal-majoor Irvin McDowell lag rond Falmouth bij de Rappahannockrivier. Een deel van Banks’ korps lag 30 km achter de Noordelijke linies gestationeerd bij Culpeper Court House. De infanterie stond onder leiding van brigadegeneraal Samuel W. Crawford en de cavalerie werd geleid door brigadegeneraal John P. Hatch.
Als reactie op de opstelling van Pope stuurde generaal Robert E. Lee op 13 juli generaal-majoor Thomas J. "Stonewall" Jackson met 14.000 soldaten naar Gordonsville, Virginia. Jackson werd op 27 juli versterkt met 10.000 soldaten van generaal-majoor A.P. Hills divisie. Op 6 augustus stuurde Pope eenheden naar het zuiden naar Culpeper County om het spoorwegenknooppunt bij Gordonsville in te nemen. Zo hoopte Pope om de Zuidelijke druk op generaal-majoor George B. McClellans terugtocht uit het schiereiland te verminderen.
Om deze dreiging te pareren, opteerde Jackson ervoor om de voorhoede van Pope onder Banks aan te vallen voor hij het volle gewicht van het Army of Virginia op zich zou krijgen bij Gordonsville. Dan kon Jackson na het verslaan van Banks oprukken naar Culpeper Court House, ten noorden van Gordonsville, om de bewegingen van het Noordelijke leger te verstoren. Zo kon Jackson elk Noordelijk korps afzonderlijk aanvallen en vernietigen. Op 7 augustus vertrok Jackson naar Culpeper. De Zuidelijke cavalerie van brigadegeneraal Beverly Robertson werd vooruit gestuurd om de Noordelijke cavalerie bij de Rapidanrivier te verjagen en Madison Court House in te nemen om de Zuidelijke linkerflank te dekken. Op 8 augustus had Robertson zijn opdracht vervuld.
Jacksons opmars naar Culpeper Court House werd bemoeilijkt door een hittegolf in het begin van augustus. Ook zijn bekende geheimzinnigheid over zijn plannen zorgde voor de nodige verwarring bij zijn officieren. Zodoende had zijn voorhoede maar 12 km gemarcheerd tegen de avond van de 8ste augustus. De Noordelijke cavalerie bracht het nieuws van Jacksons opmars naar Pope. Pope stuurde Sigel om Banks te versterken. Banks moest defensieve linies innemen bij Cedar Run op ongeveer 10 km ten zuiden van Culpeper Court House.

## De slag

### Zuidelijke posities
Tijdens de vroege uren van 9 augustus stak Jackson de Rapidanrivier over naar Culpeper County. De divisie van generaal-majoor Richard S. Ewell vormde de voorhoede. Die werd gevolgd door de divisie van brigadegeneraal Charles S. Winder en generaal-majoor A.P. Hill. Net voor de middag botste de voorhoede van Ewells divisie, Jubal Earlys brigade, op Noordelijke cavalerie en artillerie die stellingen innamen op de heuvelrug bij Cedar Run, ten noordwesten van Cedar Mountain. Early stelde zijn artillerie op en een duel was het gevolg. Ondertussen formeerde Early zijn infanterielinie aan de oostelijke zijde van de Culpeper-Orange Turnpike tegenover de andere oever van Cedar Run. De rest van Ewells divisie werd bij aankomst op zijn rechterflank opgesteld met de noordelijke helling van de berg in hun rug en gedekt door zes kanonnen. Winders divisie vormde de linkerflank op de westelijke zijde van de Turnpike met de brigade van William Taliaferro tussen hen in en de brigade van kolonel Thomas S. Garnett op de uiterste linkerzijde in een korenveld. Winders artillerie sloot een onbezet stuk af tussen de twee divisies. De Stonewall Brigade onder leiding van kolonel Charles R. Ronald stond ter ondersteuning opgesteld achter de kanonnen. A.P. Hills divisie werd in reserve gehouden achter de linkerflank.

### Noordelijke posities
De Noordelijken vormden een linie langs de helling nabij Cedar Run. De brigade van Samuel W. Crawford vormde de rechterflank. Brigadegeneraal John W. Geary vormde het centrum tegenover Taliaferro, terwijl Henry Princes brigade de linkerflank vormde tegenover Ewell. De brigade van George S. Greene werd in reserve gehouden.

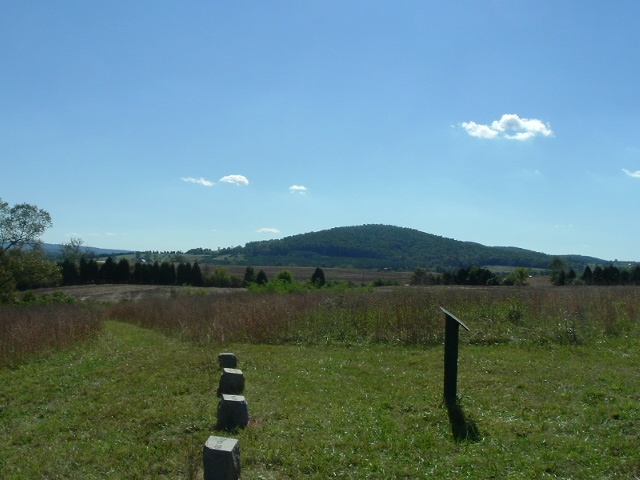
Het slagveld van Cedar Mountain.

### Noordelijke aanval
Even voor 17.00u, na het wegebben van het artillerieduel, sneuvelde brigadegeneraal Winder. Hij werd geraakt door een granaatscherf. De opstelling op dit deel van het slagveld was nog niet afgerond. Garnetts brigade stond geïsoleerd van de Zuidelijke linie. De Stonewallbrigade moest naar voren komen ter ondersteuning. Ze bleven echter op 750 m afstand staan achter de artillerie. Voor Winder vervangen kon worden, vielen de Noordelijken aan. Geary en Prince rukken op naar de Zuidelijke rechterflank. De aanval verliep vlot en de Zuidelijke linie stond op breken. Early stormde naar voren van Cedar Mountain en positioneerde zijn troepen. Early’s aanwezigheid stabiliseerde de linie. De Zuidelijke artillerie stopte de Noordelijke aanval op hun rechterflank. Op de linkerflank viel Crawford Winders divisie aan. Een brigade voerde een frontale aanval uit terwijl een tweede brigade een flankeerbeweging uitvoerde door het nabijgelegen bos. De Noordelijken verschenen vanuit het bos en vielen de flank aan van de 1st Virginia Infantry. De Zuidelijken kraakten onder de druk en trokken zich terug. De Noordelijken zetten hun aanval verder zonder hun linies te herformeren en rolden de flank van de 42nd Virginia op. Uiteindelijk bevonden ze zich in de achterhoede van Taliaferro en de artillerie. Jackson liet zijn batterijen terugtrekken voordat ze veroverd zouden worden maar Taliaferro en Early kregen de volle laag en bezweken bijna onder de druk.

### Zuidelijke tegenaanval
Op dit kritiek moment reed Jackson naar voren en kon hij de soldaten, waaronder die van zijn oude brigade, hergroeperen en de slaglinie versterken. Om zijn soldaten te inspireren, wilde hij zijn zwaard trekken. Dit had hij echter al een tijdje niet gedaan. Zijn zwaard was vastgeroest in zijn schede. Ten slotte zwaaide hij met schede en al. Hij greep daarna een vlag en riep zijn mannen toe om zich rond hem te scharen. De Stonewall Brigade ging in de tegenaanval en dreef hiermee de Noordelijken terug. In hun enthousiasme hadden ze de Noordelijken zo ver terug gedreven dat ze zich ver voor de Zuidelijke slaglinie bevonden. De Noordelijken hergroepeerden en voerden zelf een tegenaanval uit. De 4th en de 27th Virginia moesten terugplooien. Ondertussen kreeg de rest van de slaglinie de tijd om zich opnieuw op te stellen. A.P. Hills mannen kwamen naar voren en versterkten de linie in plaats van Winders soldaten. Jackson stuurde Hill en Ewell naar voren. De Noordelijke rechterflank brak onder de druk. Ewell liep vertraging op door de strijd met de vijandelijke kanonnen. Toch begon ook de Noordelijke linkerflank te breken toen Crawford zich terugtrok. De aanval van brigadegeneraal Isaac R. Trimble brak de Noordelijke linie volledig.

### Zuidelijke achtervolging
Ondanks de versterking van Greenes brigade was de Noordelijke linie tegen 19.00u in volle terugtocht. Om zijn infanterie te beschermen, stuurde Banks twee cavalerie-eskadrons naar de Zuidelijke linie om de vijand bezig te houden. Ze kwamen echter in een moordend vuur terecht van Zuidelijke infanterie en artillerie. De Zuidelijke infanterie en brigadegeneraal William E. Jones’ 7th Virginia Cavalry zetten de achtervolging in. Banks en Pope werden bijna gevangengenomen. Na een achtervolging van 2 km werd de achtervolging afgebroken. De duisternis viel in en Jackson was niet zeker van de locatie van de rest van het Noordelijke leger. Na ondervraging van Noordelijke gevangenen bleek dat Sigel op weg was om Pope te versterken. Daarop werd de achtervolging afgebroken en rond 22.00u waren de gevechten over.

## Gevolgen
De volgende twee dagen bleef Jackson bij Cedar Run op de westelijke helling van de berg. Een nieuwe Noordelijke aanval bleef uit. Na het horen van het nieuws dat Popes leger bij Culpeper Court House was gearriveerd, op 12 augustus, trok Jackson zich terug naar Gordonsville.
Slecht weer en nog slechter communicatie beroofden Jackson van het initiatief. Hij verwachtte nog dezelfde voorzichtige vijand zoals in de Shenandoahvallei. Daarom hadden de agressievere Noordelijken Jackson verrast en bijna verslagen. Door goed generaalschap op het goede moment en de aankomst van Hill slaagden de Zuidelijken erin om het tij te keren. Banks, die verslagen was in de Shenandoahvallei, wilde revanche nemen. In plaats van een defensieve strijd te voeren tot de rest van Pope’s leger was gearriveerd, viel hij te vroeg aan. Deze dappere zet betaalde zich bijna uit maar uiteindelijk werd hij toch weer verslagen door zijn oude vijand.
Generaal Henry W. Halleck riep een halt toe aan de opmars van Pope naar Gordonsville. Hierdoor kreeg Robert E. Lee het initiatief opnieuw in handen. De strijd verplaatste zich van het schiereiland naar het noordelijk deel van Virginia.